# Parigi-Troyes 2015
La Parigi-Troyes 2015, cinquantasettesima edizione della corsa, valida come evento dell'UCI Europe Tour 2015 categoria 1.2, si svolse il 15 marzo 2015 su un percorso totale di circa 174,8 km, con partenza da Nogent-sur-Seine ed arrivo a Troyes. Fu vinto dal francese David Menut che terminò la gara in 4h09'50", alla media di 41,98 km/h, davanti ai connazionali Julien El Fares e Alexis Bodiot.
Al traguardo 116 ciclisti, su 185 partiti, portarono a termine la competizione.

## Ordine d'arrivo (Top 10)
| Pos. | Corridore        | Squadra       | Tempo    |
| ---- | ---------------- | ------------- | -------- |
| 1    | David Menut      | Auber 93      | 4h09'50" |
| 2    | Julien El Fares  | Marseille 13  | s.t.     |
| 3    | Alexis Bodiot    | Armee de T.   | s.t.     |
| 4    | Jérémy Leveau    | Roubaix-Lille | s.t.     |
| 5    | Thomas Damuseau  | Roubaix-Lille | s.t.     |
| 6    | Andrea Pasqualon | Roth-Skoda    | s.t.     |
| 7    | Camille Chancrin | Bourg-en-B.   | s.t.     |
| 8    | César Bihel      | Auber 93      | s.t.     |
| 9    | Paul Sauvage     | CR4C          | s.t.     |
| 10   | Guillaume Bonnet | Probikeshop   | s.t.     |